# Le Cheval de Troie (fresque)
Pour les articles homonymes, voir Cheval de Troie.
 (mai 2025).
Le Cheval de Troie est une fresque antique retrouvée dans la maison de Cipius Pamphilus Felix à Pompéi et conservée au Musée archéologique national de Naples.

## Histoire
Située dans l'exèdre le long du côté est du portique du péristyle de la maison de Cipius Pamphilus Felix, la fresque a été réalisée entre 45 et 79 ; elle a été retrouvée le 4 avril 1761 et ensuite détachée de son emplacement d'origine.

## Description
La fresque représente le moment où le cheval de Troie est transporté dans la ville. À droite se tient le cheval, accueilli par deux Troyens en liesse : ils tiennent des torches à la main pour éclairer le passage du cheval, suggérant ainsi que la scène se déroule la nuit ; ce qui est également confirmé par la forte lumière blanche réfléchie par la Lune sur les Troyens au premier plan. Deux personnages contrastent avec l'air de fête qui imprègne toute la représentation : un vieil homme, au centre de la scène, peut-être Priam, assis sur une palissade au pied d'une colonne qui culmine avec une urne, selon certains universitaires le tombeau d'Hector, avec une tête plutôt triste et une attitude malheureuse ; tandis que l'autre personnage, à l'extrême gauche, est Cassandre, qui, accompagnée d'une servante, prie à genoux devant la statue de la déesse Athéna Promachos, essayant en vain d'éviter le danger qui plane sur les Troyens.